# Fere
Fere era un'antica città della Tessaglia (Grecia).

## Storia

### Tiranni della città
- Licofrone I (410 a.C.-390 a.C.)
- Giasone (380 a.C. circa -370 a.C.)
- Polidoro (370 a.C.)
- Polifrone (370 a.C. - 369 a.C.)
- Alessandro (369 a.C. - 358 a.C.)
- Tebe, moglie di Alessandro II (358 a.C. - 355 a.C.)
- Licofrone II (355 a.C. - 353 a.C.)
- Pitolao

## Mitologia
La mitologia greca indica che re della città fu Admeto, sposo di Alcesti. 
Admeto è ricordato per aver ospitato Apollo, quando Zeus, per punirlo, l'obbligò a lavorare al servizio di un mortale.